# 25646 Noniearora
25646 Noniearora (tên chỉ định: 2000 AL74) là một tiểu hành tinh vành đai chính. Nó được phát hiện bởi dự án Nghiên cứu tiểu hành tinh gần Trái Đất Lincoln ở Socorro, New Mexico, ngày 5 tháng 1 năm 2000. Nó được đặt theo tên Shubhangi Arora, an American high school student whose microbiology project won first place ở the 2009 Giải thưởng Khoa học và Kỹ thuật Intel.